# Ortorombski kristalni sistem
Ortorombski kristalni sistem ali ortorombska singonija je eden od sedmih kristalnih sistemov oziroma mrežnih točkovnih skupin. Ortorombske kristalne mreže imajo obliko prizme z različno dolgimi stranicami (a ≠ b ≠ c), ki so med seboj pravokotne (α = β = γ = 90º). 

## Bravaisove mreže
Obstajajo štiri ortorombske Bravaisove mreže: primitivna, osnovno centrirana, telesno centrirana in ploskovno centrirana prostorska mreža.
| primitivna              | osnovno centrirana              | telesno centrirana              | ploskovno centrirana              |
| Ortorombska, primitivna | Ortorombska, osnovno centrirana | Ortorombska, telesno centrirana | Ortorombska, ploskovno centrirana |

## Kristalni razredi
Imena, primeri, Schönfliesova notacija, Hermann–Mauguinova notacija, točkovne skupine, številke kristalografskih prostorskih skupin v Mednarodnih tabelah za kristalografijo, orbifold, tip in prostorske skupine ortorombskega kristalnega sistema so prikazani v naslednji preglednici:
| Kristalni razred | Primer                 | Schönfliesova notacija | Hermann-Mauguinova notacija | Točkovne skupine | #     | Oorbifold | Tip              | Prostorske skupine | Prostorske skupine | Prostorske skupine | Prostorske skupine | Prostorske skupine | Prostorske skupine | Prostorske skupine | Prostorske skupine |
| Bipiramidalni    | olivin, aragonit       | D2h                    | mmm                         |                  | 47-74 | *222      | centrosimetrični | Pmmm, Pnnn, Pccm, Pban, Pmma, Pnna, Pmna, Pcca, Pbam, Pccn, Pbcm, Pnnm, Pmmn, Pbcn, Pbca, Pnma, Cmcm, Cmce, Cmmm, Cccm, Cmme, Ccce, Fmmm, Fddd, Immm, Ibam, Ibca, Imma |                    |                    |                    |                    |                    |                    |                    |
| Piramidalni      | hemimorfit, bertrandit | C2v                    | mm2                         |                  | 25-46 | *22       | polarni          | Pmm2, Pmc21, Pcc2, Pma2, Pca21, Pnc2, Pmn21, Pba2, Pna21, Pnn2, Cmm2, Cmc21, Ccc2, Amm2, Aem2, Ama2,Aea2, Fmm2, Fdd2, Imm2, Iba2, Ima2                                 |                    |                    |                    |                    |                    |                    |                    |
| Sfenoidalni      | epsomit                | D2                     | 222                         |                  | 16-24 | 222       | enantiomorfni    | P222, P2221, P21212, P212121, C2221, C222, F222, I222, I212121 |                    |                    |                    |                    |                    |                    |                    |

## Vir
- Hurlbut, Cornelius S.; Klein, Cornelis (1985). Manual of Mineralogy (20 izd.). John Wiley & Sons, New York. COBISS 12123141. ISBN 0-471-80580-7.